# Валґутаська сільська рада
Ва́лґутаська сільська рада (ест. Valguta külanõukogu, рос. Валгутаский сельский совет) — сільська рада в Естонській РСР, адміністративно-територіальна одиниця в складі повіту Тартумаа (1945—1950) та Елваського району (1950—1954).

## Історія
13 вересня 1945 року на території волості Ринґу в Тартуському повіті утворена Валґутаська сільська рада з центром у поселенні Валґута. Головою сільської ради обраний Пауль Мяртсон (Paul Märtson), секретарем — Аугуст Марді (August Mardi).
26 вересня 1950 року, після скасування в Естонській РСР повітового та волосного поділу, сільська рада ввійшла до складу новоутвореного Елваського сільського району.
17 червня 1954 року в процесі укрупнення сільських рад Естонської РСР Валґутаська сільська рада ліквідована. Її територія склала північно-західну частину Ринґуської сільської ради.